# تشارابا (غربي أردبيل)
تشارابا (بالفارسية: چراپا) هي منطقة سكنية تقع في إيران في قسم الغربي الريفي. يقدر عدد سكانها بـ 42 نسمة .